# サンタンジェロ・ダリーフェ
サンタンジェロ・ダリーフェ（伊: Sant'Angelo d'Alife）は、イタリア共和国カンパニア州カゼルタ県にある、人口約2,100人の基礎自治体（コムーネ）。

## 地理

### 位置・広がり

#### 隣接コムーネ
隣接するコムーネは以下の通り。
- アリーフェ
- バイア・エ・ラティーナ
- ピエディモンテ・マテーゼ
- ピエトラヴァイラーノ
- ラヴィスカニーナ
- サン・グレゴーリオ・マテーゼ
- ヴァッレ・アグリーコラ

### 気候分類・地震分類
サンタンジェロ・ダリーフェにおけるイタリアの気候分類 (it) および度日は、zona D, 1821 GGである。
また、イタリアの地震リスク階級 (it) では、zona 2 (sismicità media) に分類される。